# Linea Tōbu Noda
La  Linea Tōbu Noda (東武野田線?, Tōbu Noda-sen) gestita dalle Ferrovie Tōbu è una ferrovia a scartamento ridotto che collega le stazioni di Ōmiya a Saitama e Funabashi, nella città omonima della prefettura di Chiba, collegando anche le città e i paesi situati fra le due città (Kasukabe, Noda, Nagareyama, Matsudo, Kamagaya e Kashiwa).
Dal 2014 la linea è soprannominata dalla società  Tōbu Urban Park Line (東武アーバンパークライン?, Tōbu Āban Pāku Rain), e indicata nelle mappe dal simbolo .

## Caratteristiche
La linea è lunga 62,7 km e totalmente elettrificata a corrente continua con catenaria superiore a 1500 V. La ferrovia è prevalentemente a binario singolo, con raddoppi nelle sezioni Ōmiya - Kasukabe, Unga - Sakasai e Mutsumi - Funabashi. Tutti i treni fermano in tutte le stazioni, e quindi non sono presenti servizi rapidi o espressi, con una media di un treno ogni 10 minuti.

### Stazioni
| Num. staz. | Stazione               | Giapponese       | Collegamenti | Posizione   | Posizione |
| ---------- | ---------------------- | ---------------- | --- | ----------- | --------- |
|            |                        |                  | |             |           |
| TD-01      | Ōmiya                  | 大宮             | ■ Tōhoku Shinkansen ■ Jōetsu Shinkansen ■ Hokuriku Shinkansen ■ Akita Shinkansen ■ Yamagata Shinkansen ■ Linea principale Tōhoku ■ Linea Takasaki ■ Linea Shōnan-Shinjuku ■ Linea Keihin-Tōhoku ■ Linea Saikyō ■ Linea Kawagoe ■ Narita Express ● Linea Ina | Ōmiya-ku    | Saitama   |
| TD-02      | Kita-Ōmiya             | 北大宮           | | Ōmiya-ku    | Saitama   |
| TD-03      | Ōmiya-kōen             | 大宮公園         | | Ōmiya-ku    | Saitama   |
| TD-04      | Ōwada                  | 大和田           | | Minuma-ku   | Saitama   |
| TD-05      | Nanasato               | 七里             | | Minuma-ku   | Saitama   |
| TD-06      | Iwatsuki               | 岩槻             | | Iwatsuki-ku | Saitama   |
| TD-07      | Higashi-Iwatsuki       | 東岩槻           | | Iwatsuki-ku | Saitama   |
| TD-08      | Toyoharu               | 豊春             | | Kasukabe    | Saitama   |
| TD-09      | Yagisaki               | 八木崎           | | Kasukabe    | Saitama   |
| TD-10      | Kasukabe               | 春日部           | ● Linea Tōbu Isesaki | Kasukabe    | Saitama   |
| TD-11      | Fujino-Ushijima        | 藤の牛島         | | Kasukabe    | Saitama   |
| TD-12      | Minami-Sakurai         | 南桜井           | | Kasukabe    | Saitama   |
| TD-13      | Kawama                 | 川間             | | Noda        | Chiba     |
| TD-14      | Nanakōdai              | 七光台           | | Noda        | Chiba     |
| TD-15      | Shimizu-kōen           | 清水公園         | | Noda        | Chiba     |
| TD-16      | Atago                  | 愛宕             | | Noda        | Chiba     |
| TD-17      | Nodashi                | 野田市           | | Noda        | Chiba     |
| TD-18      | Umesato                | 梅郷             | | Noda        | Chiba     |
| TD-19      | Unga                   | 運河             | | Nagareyama  | Chiba     |
| TD-20      | Edogawadai             | 江戸川台         | | Nagareyama  | Chiba     |
| TD-21      | Hatsuishi              | 初石             | | Nagareyama  | Chiba     |
| TD-22      | Nagareyama-ōtakanomori | 流山おおたかの森 | Tsukuba Express | Nagareyama  | Chiba     |
| TD-23      | Toyoshiki              | 豊四季           | | Kashiwa     | Chiba     |
| TD-24      | Kashiwa                | 柏               | ■ Linea Jōban | Kashiwa     | Chiba     |
| TD-25      | Shin-Kashiwa           | 新柏             | | Kashiwa     | Chiba     |
| TD-26      | Matsuo                 | 増尾             | | Kashiwa     | Chiba     |
| TD-27      | Sakasai                | 逆井             | | Kashiwa     | Chiba     |
| TD-28      | Takayanagi             | 高柳             | | Kashiwa     | Chiba     |
| TD-29      | Mutsumi                | 六実             | | Matsudo     | Chiba     |
| TD-30      | Shin-Kamagaya          | 新鎌ヶ谷         | ● Linea Shin-Keisei ● Linea Hokusō | Kamagaya    | Chiba     |
| TD-31      | Kamagaya               | 鎌ヶ谷           | | Kamagaya    | Chiba     |
| TD-32      | Magomezawa             | 馬込沢           | | Funabashi   | Chiba     |
| TD-33      | Tsukada                | 塚田             | | Funabashi   | Chiba     |
| TD-34      | Shin-Funabashi         | 新船橋           | | Funabashi   | Chiba     |
| TD-35      | Funabashi              | 船橋             | ■ Linea principale Sōbu ■ Linea Chūō-Sōbu ● Linea principale Keisei (Keisei-Funabashi) | Funabashi   | Chiba     |

## Materiale rotabile

### Materiale attuale
- Tōbu serie 8000 elettrotreni a 6 carrozze
- Tōbu serie 10000 elettrotreni a 6 carrozze
- Tokyu serie 60000 elettrotreni a 6 carrozze (dall'aprile 2013)